# 圣雷米德拉瓦讷
圣雷米德拉瓦讷（法語：Saint-Rémy-de-la-Vanne，法語發音：[sɛ̃ ʁemi də la van]；2024年之前名为圣雷米拉瓦讷 (Saint-Rémy-la-Vanne)）是法国塞纳-马恩省的一个市镇，属于普罗万区。

## 地理
圣雷米德拉瓦讷（48°47'34"N, 3°13'59"E）面积15.07 平方千米，位于法国法蘭西島大區塞纳-马恩省，该省份为法国北部内陆省份，北起瓦兹省，西接埃松省、马恩河谷省、塞纳-圣但尼省和瓦兹河谷省，南至卢瓦雷省，东南接约讷省，东临马恩省和奥布省，东北接埃纳省。
与圣雷米德拉瓦讷接壤的市镇（或旧市镇、城区）包括：圣莱热、布里地区舒瓦西、莫兰河畔茹伊、勒拜、圣但尼莱勒拜、圣西梅翁。
圣雷米德拉瓦讷的时区为UTC+01:00、UTC+02:00（夏令时）。

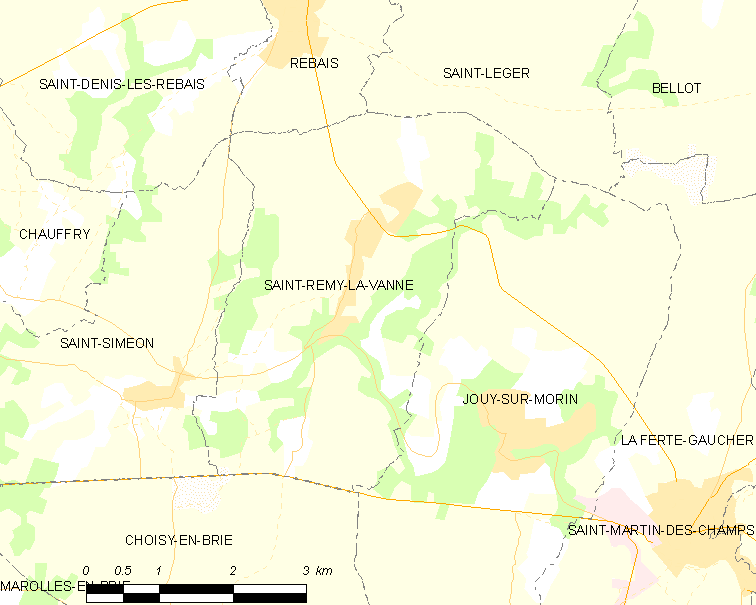
圣雷米德拉瓦讷的OSM定位图

## 行政
圣雷米德拉瓦讷的邮政编码为77320，INSEE市镇编码为77432。

## 政治
圣雷米德拉瓦讷所属的省级选区为库洛米耶县。

## 人口

1962-2008年间圣雷米德拉瓦讷人口变化图示

圣雷米德拉瓦讷于2022年1月1日时的人口数量为976人。